# Jagd auf Kohlenklau
Jagd auf Kohlenklau ist ein historisches Brettspiel, das in Deutschland während der Zeit des Nationalsozialismus entwickelt wurde. Es wurde zum Ende des Zweiten Weltkriegs im Rahmen der Kohlenklau-Initiative produziert und im Sinne der nationalsozialistischen Propaganda an kinderreiche Familien verteilt.

## Hintergrund und Umsetzung

### Hintergrund
Das Spiel Jagd auf Kohlenklau entstand im Rahmen der Rohstoffpolitik der nationalsozialistischen Regierung im Dritten Reich unter Adolf Hitler. Da im Zweiten Weltkrieg die meisten Ressourcen knapp wurden, wurden vor allem durch die Hitlerjugend und an den deutschen Schulen Sammelsysteme für Ersatzrohstoffe aufgesetzt, bei denen die Kinder unter anderem Altmetalle, Stoffreste, Papier, Knochen und andere Materialien sammelten. Ein weiterer Aspekt wurde die Einsparung von Energie und damit der Kampf für Energieeinsparungen und gegen Energieverschwendungen in den deutschen Haushalten. Vor allem nach der Ausdehnung der Ostfront nach Polen und in die Sowjetunion wurde dieser Aspekt zunehmend relevanter, da die Energieressourcen vor allem für die deutsche Rüstungsindustrie gebraucht wurden.
Unter dem Namen „Kampf dem Kohlenklau“ begann in Deutschland am 7. Dezember 1942 eine Kampagne, die auf der von Wilhelm Hohnhausen und seiner Werbeagentur Arbeitsgemeinschaft Hohnhausen entwickelten Karikatur des Kohlenklau aufbaute. Dieser stiehlt als Energieverschwender der Volksgemeinschaft Kohlen und basiert auf der Figur des Schwarzen Mannes, wobei er im Gegensatz zu anderen Karikaturen der Zeit keine antisemitischen Stereotype bediente. Der Kohlenklau wurde von Wilhelm Hohnhausen und dessen Arbeitsgemeinschaft Hohnhausen entwickelt und sollte die Zivilbevölkerung zu einem energiesparenden Verhalten aufrufen und diese damit als Heimatfront in die Ressourcenpolitik der NSDAP einbinden. Die Kampagne wurde mit Zeitungsannoncen, Bildserien (Comicstrips), Flugblättern und Graffiti an Hauswänden, öffentlichen Verkehrsmitteln und anderen Fahrzeugen begleitet. Teil der Kampagne waren auch Beiträge in der Jugendzeitschrift Hilf mit!, Lehrfilme zum Thema „Kohlenklau“ sowie zwei Spiele, die das Thema vor allem für Kinder und Jugendliche begreifbar machen sollten. Dabei handelte es sich zum einen um ein Quartettspiel mit Motiven, die positives und negatives Verhalten im Umgang mit Energie darstellten und nach klassischen Quartettregeln gespielt wurde, sowie um das Brettspiel Jagd auf Kohlenklau.

### Umsetzung
Jagd auf Kohlenklau und das Kohlenklau-Quartett wurden produziert, obwohl trotz der Ressourcenknappheit die Produktion von Spielen in Deutschland bereits vollständig eingestellt war. Jagd auf Kohlenklau wurde trotz dieses Verbots als DIN-A3-großer Spielplan in Schwarz, Weiß und Rot in einer Auflage von vier Millionen Exemplaren von dem Unternehmen Lepthian-Schiffers gedruckt. Es wurde gefaltet und in einem Umschlag ohne weiteres Spielmaterial an kinderreiche Familien und Schulen verteilt. Weitere benötigte Spielmaterialen wie ein Spielwürfel und Spielfiguren sollten anderen bereits im Haushalt befindlichen Spielen entnommen werden.
Das Spiel verwendet keine Hakenkreuze oder andere nationalsozialistische Symbole mit Ausnahme der Figur des Kohlenklau. Wahrscheinlich wurde es entsprechend von vielen deutschen Familien nach dem Krieg behalten und ist nicht besonders selten.

## Spielweise
Die Spielregeln von Jagd auf Kohlenklau sind einfach gehalten und entsprechen einem einfachen Würfelbrettspiel wie dem Gänsespiel. Der Spielplan besteht aus roten und schwarzen Feldern, wobei die roten Felder negativ und die schwarzen positiv sind. Entsprechend ihrer Farbe sind die Felder mit Zeichnungen zu energieverschwendenden und energiesparenden Aktivitäten illustriert: Auf den dunklen Feldern spart ein Junge Energie, auf den roten Feldern sind der Kohlenklau und Beispiele für Energieverschwendung abgebildet.
Das Spiel wird eingeleitet durch eine Kurzerklärung über den Kohlenklau:

„Der ‚Kohlenklau‘ (‚KK‘) ist ein Bösewicht, der dem deutschen Volke schaden will. Er verschafft sich in jedem Haushalt Zutritt und versucht Kohle, d.h. Wärme, Licht- und Kraftstrom und auch Gas zu stehlen, also Dinge, die nicht nur der Haushalt, sondern auch unsere Rüstung dringend benötigt. Er geht dabei sehr schlau vor und versteht es, sich meisterhaft zu tarnen. Ihr sollt ihn nun aufspüren und verjagen.“

Ziel der Spieler ist es, durch Würfelwürfe auf dem Spielplan vorwärts zu kommen. Der Spieler, der zuerst das Feld „50“ erreicht oder überschreitet, hat das Spiel gewonnen. Die Spieler würfeln jeweils im Uhrzeigersinn und müssen die Anweisungen für die einzelnen Felder, die sie betreten, laut vorlesen und befolgen. Bei dem Sonderfeld „27“ muss der Spieler laut Kohlenklau rufen – ist ein anderer Spieler schneller, muss der betreffende Spieler das Spiel vom Start neu beginnen. Bei roten Feldern müssen die Spieler entweder aussetzen oder zurückgehen und bei schwarzen Feldern dürfen sie nochmals würfeln oder dürfen vorwärts gehen.

## Belege
1. 1 2 3  Martin Rüther: Sammeln und Sparen, Beobachten und Denunzieren: Kinder und Jugendliche im Kriegseinsatz. In: Johanna Cremer (Hrsg.): Kölner Stadtmuseum: Bretter, die die Welt bedeuten. Spielend durch 2000 Jahre Köln. Kölnisches Stadtmuseum, Köln 2018. ISBN 978-3-00-059213-3.
2. 1 2 3 4  Jagd auf Kohlenklau im British Museum; abgerufen am 20. Juli 2019.
3. 1 2 3  Spielregeln für Jagd auf Kohlenklau, entnommen von dem Spielplan auf Giochi dell'Oca e di percorso; abgerufen am 20. Juli 2019.